# Johann Friedrich Dryander
Pour les articles homonymes, voir Dryander.
Johann Friedrich Dryander est un peintre allemand né à Saint-Jean-lès-Sarrebruck le 26 avril 1756, mort dans la même ville le 29 mars 1812.

## Œuvres
Lors de la Révolution, Dryander eut l'occasion de portraiturer un certain nombre d'officiers français :
- Nancy, musée historique Lorrain, Les Troupes révolutionnaires devant Saint-Jean-lès-Sarrebruck, 1804[2].
- Rouen, musée des Beaux-arts, Portrait d'un général, 1794, don de Henri et Suzanne Baderou en 1975.
- Rouen, musée des Beaux-arts, Portrait d'un général, 1794, don de Henri et Suzanne Baderou en 1975.
- Salon-de-Provence, musée de l'Empéri, Portrait du Général Bella, 1795.
- Salon-de-Provence, Musée de l'Empéri, Général en chef et aide de camp, 1794, adjugé 310 fr à la vente Castagnié en 1899.
- Sarrebruck, musée de la Sarre, Portrait du Citoyen Laboucly, Inspecteur de la Viande, 1794.
- Vizille, musée de la Révolution française, Portrait de Dominique Joseph Garat, 1794.
- Vizille, musée de la Révolution française, Portrait du général Jourdan et de son adjudant, 1794.

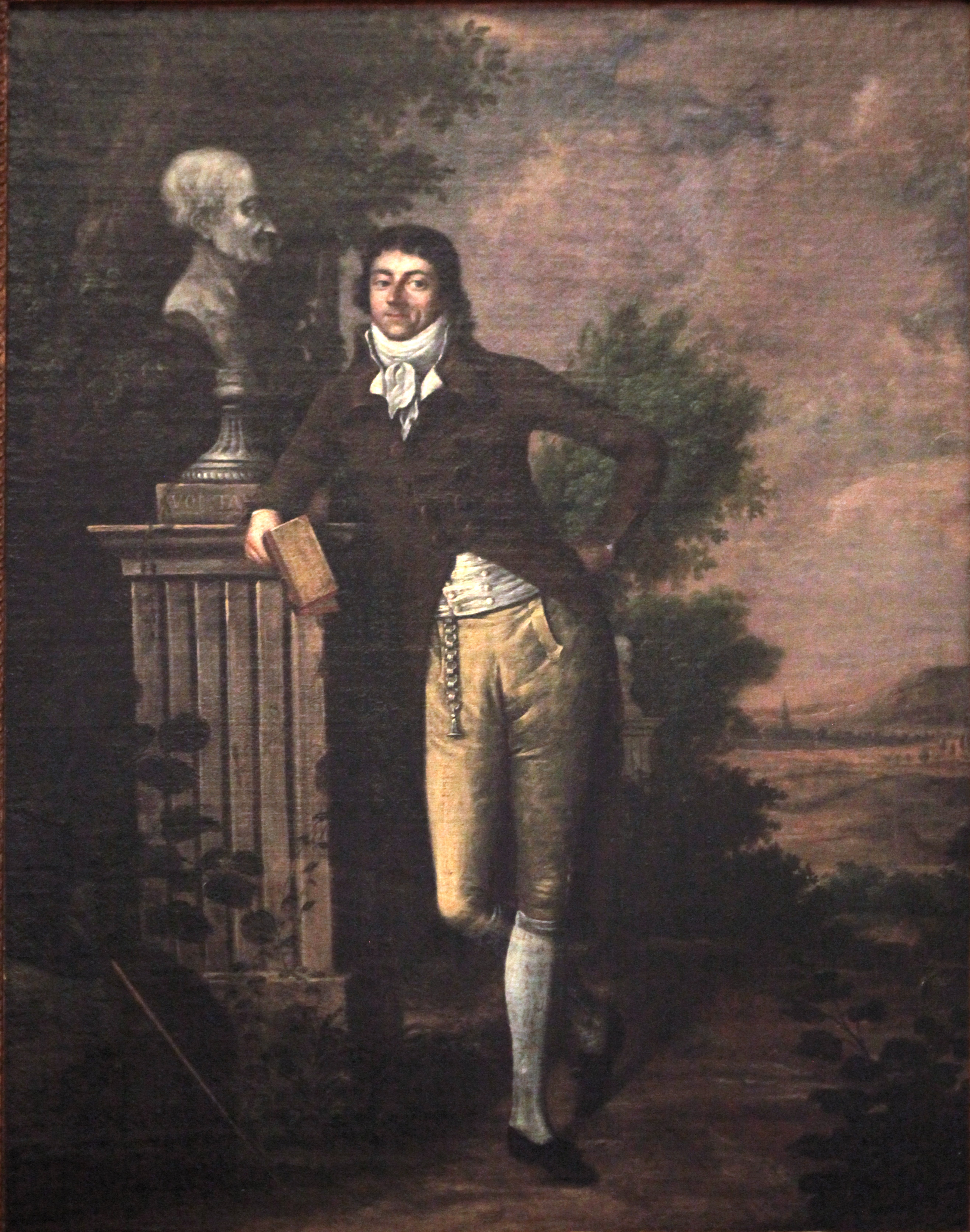
Portrait de Dominique Joseph Garat
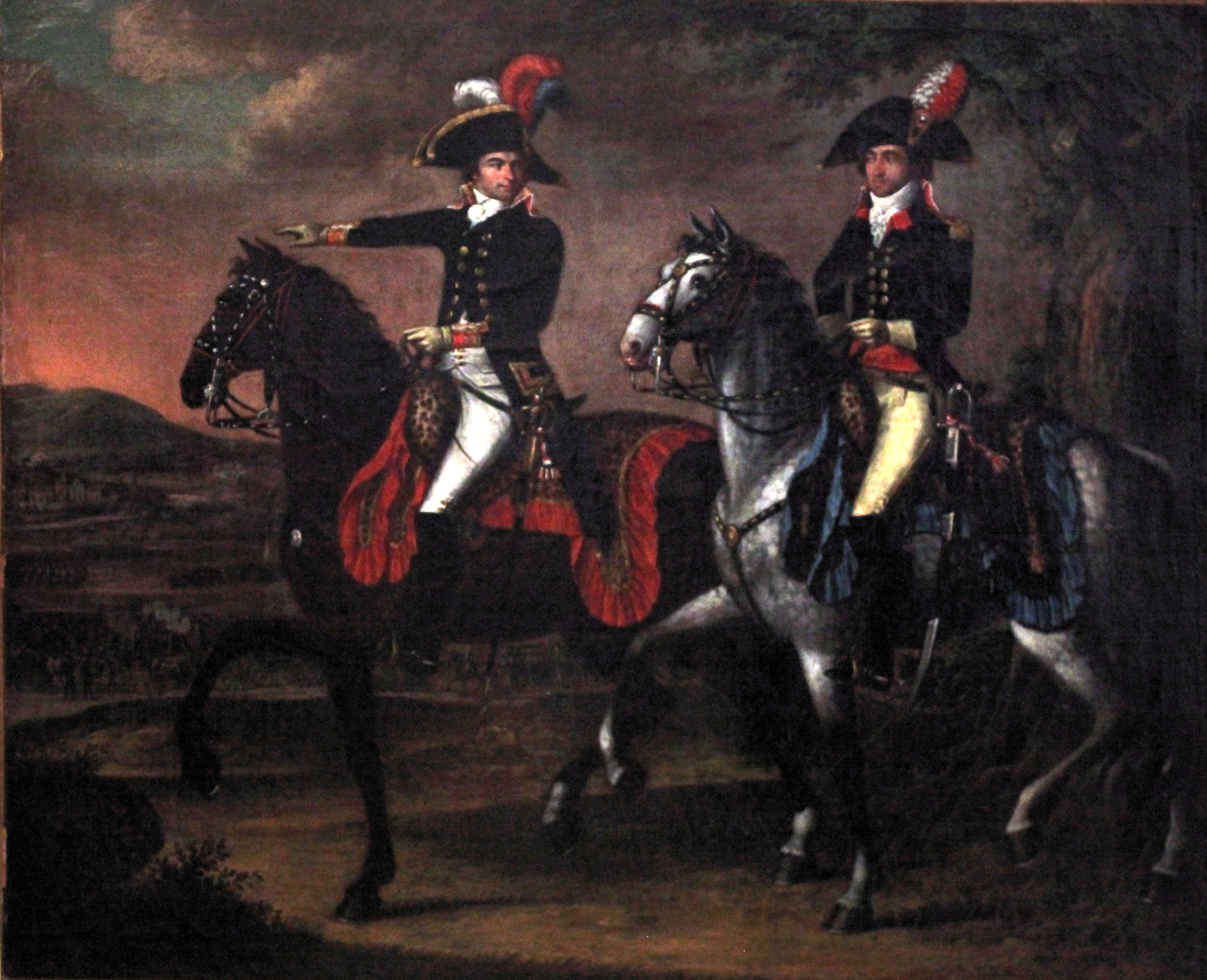
Portrait du général Jourdan et de son adjudant

Deux œuvres sont citées dans le Dictionnaire des ventes d'art du Docteur Mireur, 1911:
- Localisation inconnue: Portrait du colonel du 6° chasseurs, 1795, adjugé 445 fr à la vente F. Castagnié[3] des 15 & 16 décembre 1899.